# Ki kicsoda Aradtól Csíkszeredáig?
A Ki kicsoda Aradtól Csíkszeredáig erdélyi magyar közéleti személyek tevékenységének lexikonszerű gyűjteménye.

## Szerkesztése
A lexikon 1990 és 1993 közötti kérdőíves gyűjtés alapján készült. A cikkek megírását a szekszárdi Babits Kiadó erdélyi szerkesztőbizottságra bízta: Csiszár Zsuzsa, Mózes Magda, Kovács Nemere, Halász György, Seres Zsófia, Szilágyi Gál Mihály, Hadházy Zsuzsa.  A végső szerkesztést Simon Anita és Tál Mariann végezte.

## Kötetei
- Ki kicsoda Aradtól Csíkszeredáig? 1. kötet, A–K  Szerk. Simon Anita, Tál Mariann. Csíkszereda: Pallas-Akadémia Könyvkiadó. 1996.  ISBN 973-97554-6-1
- Ki kicsoda Aradtól Csíkszeredáig? 2. kötet, L–Z, Szerk. Simon Anita, Tál Mariann. Csíkszereda: Pallas-Akadémia Könyvkiadó. 1997.  ISBN 973-9287-14-X